# Ifconfig
ifconfig est une commande Unix qui permet de configurer et d'afficher les informations des interfaces réseau IP à partir de l'interpréteur de commandes. Le nom ifconfig vient de l'anglais interface configurator.
ifconfig est apparu en tant que composant de la suite TCP/IP de 4.2BSD. Cette commande a donc été intégrée à la boîte à outils originale d'Internet.
On utilise généralement ifconfig pour configurer l'adresse IP et le masque de sous-réseau d'une interface réseau IP d'un ordinateur, pour afficher des informations de ces interfaces réseau, et pour activer ou désactiver ces interfaces. Au démarrage, beaucoup de distributions de type Unix initialisent leurs interfaces réseau à l'aide de scripts shell qui utilisent ifconfig.
La commande ifconfig est considérée comme obsolète (deprecated en anglais) dans les distributions linux récentes.

## Exemple de sortie deifconfig
Le code suivant présente la sortie affichée par la commande ifconfig sur une machine Linux possédant une interface réseau physique (eth0) et une interface de loopback (lo) :
```
 
eth0
      
Link
 
encap:Ethernet
  
HWaddr
 
00
:07:E9:D5:E0:5D
  

           
inet
 
addr:192.168.14.1
  
Bcast:192.168.14.255
  
Mask:255.255.255.0

           
inet6
 
addr:
 
2001
:6a8:204::1/48
 
Scope:Global

           
inet6
 
addr:
 
fe80::207:e9ff:fed5:e05d/64
 
Scope:Link

           
UP
 
BROADCAST
 
RUNNING
 
MULTICAST
  
MTU:1500
  
Metric:1

           
RX
 
packets:346293248
 
errors:0
 
dropped:0
 
overruns:0
 
frame:0

           
TX
 
packets:1089423722
 
errors:0
 
dropped:0
 
overruns:0
 
carrier:0

           
collisions:0
 
txqueuelen:1000
 

           
RX
 
bytes:1501808809
 
(
1
.3
 
GiB
)
  
TX
 
bytes:4184566400
 
(
3
.8
 
GiB
)
  

 

 
lo
        
Link
 
encap:Local
 
Loopback
  

           
inet
 
addr:127.0.0.1
  
Mask:255.0.0.0

           
inet6
 
addr:
 
::1/128
 
Scope:Host

           
UP
 
LOOPBACK
 
RUNNING
  
MTU:16436
  
Metric:1

           
RX
 
packets:0
 
errors:0
 
dropped:0
 
overruns:0
 
frame:0

           
TX
 
packets:0
 
errors:0
 
dropped:0
 
overruns:0
 
carrier:0

           
collisions:0
 
txqueuelen:0
 

           
RX
 
bytes:0
 
(
0
.0
 
b
)
  
TX
 
bytes:0
 
(
0
.0
 
b
)

```

- HWaddr : hardware address, adresse MAC.

## Utilisation des arguments deifconfig
-a : L'argument « -a » permet d'afficher toutes les interfaces, qu'elles soient actives ou non.
eth : Pour obtenir les informations d'une interface en particulier, il suffit de faire suivre la commande par le nom de l'interface. Par exemple, pour afficher les informations de l'interface eth0.
Pour assigner une adresse réseau, il suffit d'indiquer l'adresse réseau après avoir précisé l'interface. (ex. : ifconfig eth0 192.168.0.2)
netmask : Pour assigner le masque de sous-réseau, il faut utiliser l'option netmask suivi du masque à appliquer (ex. : ifconfig eth0 netmask XX.XX.XX.XX). Pour attribuer une adresse IP et un masque de sous-réseau en même temps, on peut écrire : ifconfig eth0 192.168.0.2 netmask 255.254.0.0
up / down : Pour activer ou désactiver une interface, il existe les options up et down. La configuration d'une interface n'est pas perdue lorsqu'elle est désactivée.

## Obsolescence
La commande ifconfig est considérée comme obsolète dans les distributions Linux récentes. ifconfig est remplacée par la commande ip .
L'équivalent de ifconfig est désormais ip addr show ou son alias ip a.
Il n'est pas obligé de préciser show étant donné qu'il s'agit de l'action par défaut.

La sortie de ip est différente de celle de ifconfig : 
```
1: lo: <LOOPBACK,UP,LOWER_UP> mtu 65536 qdisc noqueue state UNKNOWN group default qlen 1
    link/loopback 00:00:00:00:00:00 brd 00:00:00:00:00:00
    inet 127.0.0.1/8 scope host lo
       valid_lft forever preferred_lft forever
    inet6 ::1/128 scope host 
       valid_lft forever preferred_lft forever
2: enp3s0f2: <NO-CARRIER,BROADCAST,MULTICAST,UP> mtu 1500 qdisc pfifo_fast state DOWN group default qlen 1000
    link/ether 08:62:66:6c:6e:98 brd ff:ff:ff:ff:ff:ff
3: wlp2s0: <BROADCAST,MULTICAST,UP,LOWER_UP> mtu 1500 qdisc mq state UP group default qlen 1000
    link/ether 40:e2:30:d1:f4:0d brd ff:ff:ff:ff:ff:ff
    inet 192.168.2.2/24 brd 192.168.2.255 scope global wlp2s0
       valid_lft forever preferred_lft forever
    inet6 fe80::42e2:30ff:fed1:f40d/64 scope link 
       valid_lft forever preferred_lft forever

```

Il est à noter que la sortie est plus concise. Le nombre de paquets traités de façon normale ou autre n'est pas affiché. Pour les afficher, ajoutez l'option -s, -stats, -statistics . Pour obtenir des informations plus complètes et lisibles, il est possible d'utiliser ip -stats -color -human addr ou ip -s -c -h a de façon plus concise.